# Паранагуа
Паранагуа (порт. Paranaguá) (Велике Кругле море, на мові тупі) — місто в штаті Парана в Бразилії. Це найстаріше місто Парани, засноване у 1648 році. Відоме як один з найбільших портів Бразилії.
Станом на 2013 рік у місті проживає 148,232 населення та щільність населення 169,92 людини на км², що робить його десятим найбільш населеним містом у штаті Парана. Загальна площа міста — 826.674 км². Індекс людського розвитку в 2000 р. становив 0,782.

## Збереження
Муніципалітет охоплює 4 % від 199 587 гектарів (493 190 акрів) Зони охорони навколишнього середовища Гуаратуба, створеної в 1992 році . Він охоплює 17 % від 34179 га Біологічного заповідника «Бом Ісус», що заснований в 2012 році  Муніципалітет містить державний парк Ільха-ду-Мел та екологічну станцію Ільха-ду-Мел на 2760 га Ільха-ду-Мел (острів Меду) в гирлі затоки Паранагуа. 

## Історія

### Раннє поселення
В місті є залишки sambaqui або смітникової культури, що були тут за кілька тисячоліть до приходу португальців. Мало відомо про населення, яке існувало уздовж узбережжя Парани. Цей район був пізніше місцем проживання народу Carijó, вимерлої підгрупи народу гуарані. Португальські завойовники захоплювали Carijó в рабство. Пізніше вони одружилися з білими та африканськими жителями та утворили підгрупу Кайчарас.

### Європейське поселення

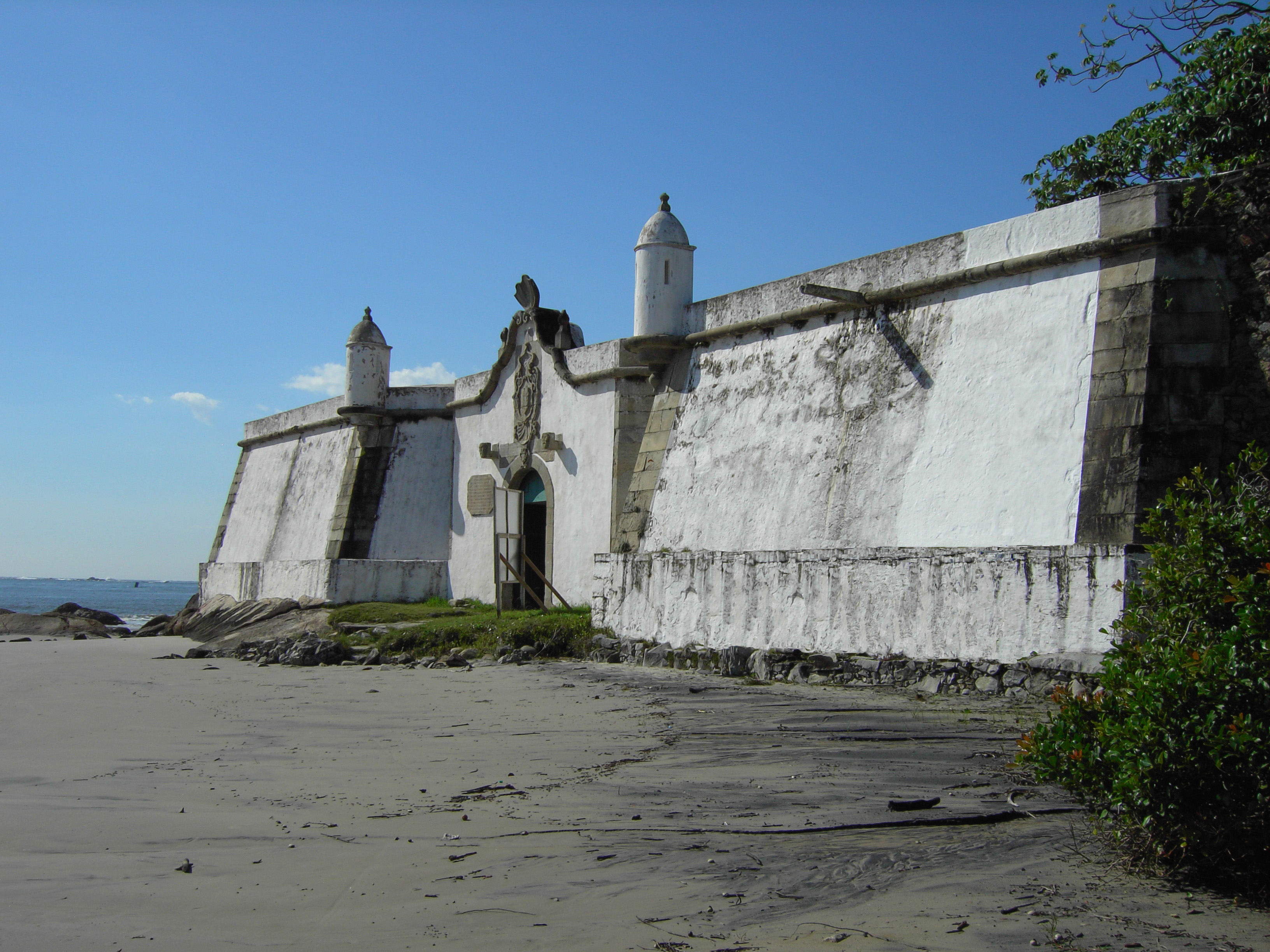
Фортеця Носса-Сеньйора-дос-Прозереш

Берегова лінія Парани була відома і населена європейцями ще в 1549 році. Поселення в цьому районі вперше згадує німець Ганс Штаден (бл. 1525—1579), який зазнав кораблетрощі в районі 1578 року. Штаден описав існування невеликої каплички, присвяченої Носса Сеньйора до Росаріу (Богоматері Розарію). Діуго Унате (Diogo Unhate), нотаріус капітана Сан-Вісенте, отримав першу земельну ділянку у Парані в 1614 році. Він отримав землі між річкою Арарапіра та річкою Суперагуї. Габріель де Лара, який увійшов в історію як «капітан-поселенець», прибув до Паранагуа в 1640 році. 6 січня 1646 р. він спорудив перший стовп у цьому районі, символ влади португальців. У тому ж році де Лара оголосив про відкриття золота в Паранагуа. 29 липня 1648 р. португальці створили муніципалітет Паранагуа Королівською хартією.
У місті португальцями побудована Фортеця Носса-Сеньйора-дос-Прозереш.

## Порт Паранагуа
Глибоководний порт Паранагуа — важливий чинник економіки міста, заснований у 16 столітті. Порт був пунктом прибуття кораблів для колонізації півдня Бразилії на початку колоніального періоду. Він експортує більший обсяг сільськогосподарської продукції за будь-який з портів Бразилії, зокрема зерна, вирощеного в південних регіонах країни. Порт також є головним центром транспортування автомобілів, добрив, пиломатеріалів, паперу, нафтопродуктів, солі, сої та цукру. Він перебуває під управлінням портової адміністрації Паранагуа та Антоніна (Administração dos Portos de Paranaguá e Antonina), які були створена штатом Парана в 1947 році.

## Клімат
Паранагуа має вологий субтропічний клімат. Прибережне розташування та Бразильська течія формує клімат, відмінний від того, що спостерігається у внутрішніх регіонах Парани. Літо може бути спекотним, головним чином на низьких висотах. У теплі місяці температура моря в січні дорівнює або вище 30 °C. Зима дуже м'яка. Температура в середньому перевищує 10 °C..Опади становлять 2200 мм, що свідчить про дощовий характер клімату. Січень-березень — найвологіші місяці з приходом атлантичних тропічних мас, а місяці з червня по серпень є найсухішими, через вплив полярної маси.